# فناوری‌های بلوویو
فناوری‌های بلوویو (انگلیسی: BlueView Technologies)یک شرکت آمریکایی تجهیزات الکتریکی مستقر در سیاتل، واشنگتن است.که سیستم‌های سونار پیشرفته را طراحی، توسعه و به فروش می‌رساند که می‌توانند در حال حاضر در AUV, ROV (زهپاد)، شناورهای سطحی، موقعیت‌های ثابت و سکوهای قابل حمل مستقر شوند.این شرکت محصولاتی را براینیروی دریایی ایالات متحده آمریکا، گارد ساحلی ایالات متحده آمریکا، و مقامات بندری، در میان سایر سازمان های دریایی محور مجری قانون، امکانات لازم برای دیدن زیر آب فراهم می کند.
بلوویو در سال ۲۰۰۵ توسط لی تامپسون، جیسون سیوال و اسکات لیسانس تاسیس شد. در سال ۲۰۱۲ توسط تله‌داین خریداری شد.
تا به امروز، بیش از ۵۰۰ سیستم بلوویو در سراسر جهان نصب شده است. سیستم‌های سونار Teledyne BlueView در حال حاضر در AUV, ROV، کشتی‌های سطحی، موقعیت‌های ثابت و سکوهای قابل حمل مستقر هستند.